# Rondibilis rondoni
Rondibilis rondoni är en skalbaggsart som först beskrevs av Stefan von Breuning 1965.  Rondibilis rondoni ingår i släktet Rondibilis och familjen långhorningar.
Artens utbredningsområde är Laos. Inga underarter finns listade i Catalogue of Life.